# Yamato (fiume)
Il fiume Yamato (大和川?, Yamato-gawa) si trova nella zona del Kansai, nella parte centrale dell'isola di Honshū, in Giappone. Attraversa le prefetture di Nara e Osaka e sfocia nella baia di Osaka.

## Corso
Nasce nella zona nord-orientale del comune di Sakurai, nella prefettura di Nara, sul monte Kaigahirayama, a un'altitudine di 822 metri. Nel suo corso superiore è chiamato Hatsuse e prende il nome Yamato alla confluenza del fiume Kamenose, nella periferia orientale del centro abitato di Sakurai. Dopo aver attraversato il centro città curva verso nord-ovest ed entra prima a Tawaramoto e poi a Kawanishi, dove riceve le acque del Saho e piega verso ovest. Nel tratto successivo passa lungo il confine tra Ikaruga e Sangō a nord e le cittadine di Kawai e Ōji a sud.
Scorre ancora verso ovest e attraverso il valico tra le catene dei monti Ikoma e dei monti Kongō entra nella prefettura di Osaka. Passa quindi nel centro-città di Kashiwara, dove riceve le acque dell'Ishikawa, e prosegue lungo il confine tra Yao, a nord, e Fujiidera a sud. Nell'ultima parte del corso inferiore segna il confine tra il comune di Osaka, a nord, e quelli di Matsubara e Sakai a sud, per poi sfociare nella baia di Osaka.

## Storia

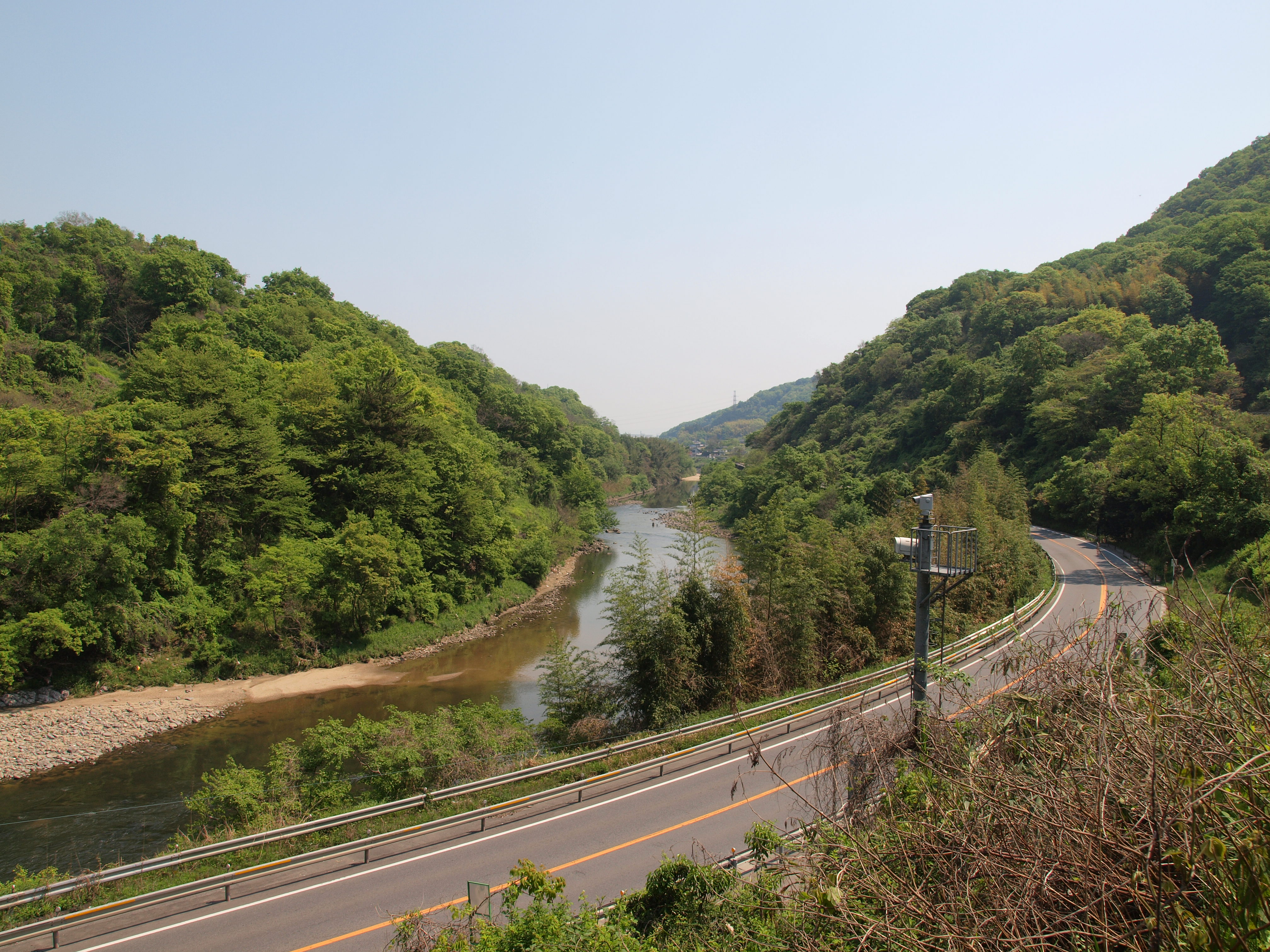
Lo Yamato a Ōji

All'altezza di Kashiwara, lo Yamatogawa si divideva in tre bracci chiamati Tamakushigawa, Nagasegawa e Hiranogawa che scorrevano verso nord, attraversavano la zona dell'odierna Higashiōsaka e sfociavano nello Yodogawa nei pressi del castello di Osaka. Questi tre corsi d'acqua avevano l'alveo poco profondo e una portata limitata ed erano quindi soggetti a frequenti allagamenti.
Verso la fine del XVII secolo iniziarono gli scavi dell'ampio canale che deviò le acque dello Yamatogawa verso ovest dalla stessa Kashiwara fino al mare e che rappresenta l'attuale conformazione del fiume. Le inondazioni ebbero fine e l'economia della zona trasse giovamento, l'area dove scorrevano i tre bracci fu bonificata e coltivata a cotone.
Il valico tra la catena degli Ikoma e dei Kongō in cui scorre lo Yamato si trova in una gola dove si registrano frequenti frane. La linea Yamatoji delle ferrovie JR West e la strada statale 25, che transitano in tale valico, sono state spesso danneggiate.